# Smartlook
Smartlook.com, s.r.o. je česká softwarová SaaS společnost se sídlem v Brně. Věnuje se vývoji nástrojů pro analýzu chování uživatelů na webových stránkách nebo v mobilních aplikacích. Jako jediná na světě nabízela software pro analýzu hráčů počítačových her v reálném čase. V roce 2020 překročil počet zaregistrovaných uživatelů 300 000, nejvíce uživatelů pochází z USA.

## Historie
Společnost vznikla v roce 2016 původně jako přidružená funkce pro livechat nástroje společnosti Smartsupp.
Ve druhé polovině roku 2016 získal projekt investici 10 milionů Kč od investiční společnosti Reflex Capital, která současně odhadla hodnotu Smartlook na 67 milionů Kč.
V roce 2018 vyrostly tržby společnosti o 70 % na 35 milionů korun. Za rok 2019 oznámila společnost meziroční zdvojnásobení svých tržeb na 67 milionů korun. V září roku 2020 se Smartlook oddělil jako samostatná firma od původní společnosti Smartsupp.

## Vývoj
V roce 2016 začínal vývoj primárně pořizováním nahrávek uživatelů na webových stránkách. V roce 2018 začala společnost testovat nástroje na analýzu chování uživatelů mobilních aplikací a her. Krátce poté přibyla funkce heatmap, eventů a funnely.

## Integrace
Smartlook umožňuje pokročilou integraci s nástroji Google Analytics, Google Tag manager, Intercom, Mixpanel, Piwik Pro, Segment, Sentry, Slack a Zendesk, dále pak s mobilními rozhraními Android, iOS, Unity, Unreal, React native, Flutter, Cordova a Ionic.